# El turismo es un gran invento
El turismo es un gran invento es una comedia española rodada en 1968 por el director Pedro Lazaga y producida por Pedro Masó.
Cuenta con el protagonismo de Paco Martínez Soria y en ella también intervienen José Luis López Vázquez y Antonio Ozores entre otros. La película se rodó en las playas de Marbella (Málaga) y las escenas del pueblo se rodaron en su totalidad en Torrelaguna y alrededores.

## Argumento
Para favorecer el desarrollo de Valdemorillo del Moncayo, un pequeño pueblo de Aragón, su alcalde Benito Requejo Candela (Paco Martínez Soria) pretende convertir el lugar en un gran centro turístico, a la altura de otras ciudades turísticas españolas, para conseguir que la aldea se desarrolle y evitar que los jóvenes tengan que emigrar a otros puntos del país. 
Para ello decide marchar a la Costa del Sol con su secretario municipal Basilio (José Luis López Vázquez) para documentarse y ver que es lo que han hecho en esos pueblos para desarrollarse y atraer turismo. Sin embargo las cosas no salen como esperaban, ya que terminan gastando más dinero de la cuenta disfrutando de la oferta de ocio y fiestas de las ciudades de veraneo y acaban olvidándose del proyecto durante su estancia en el viaje.

## Contexto
La película está inmersa en la época de desarrollo económico del franquismo en España durante la década de los años 60, basada especialmente en el sector servicios y el desarrollo del turismo. Durante la época en que se rodó la película, el ministro de Información y Turismo fue Manuel Fraga Iribarne.
En El turismo es un gran invento se muestran las actividades turísticas que solían ofrecer las ciudades costeras españolas basadas en una oferta de sol y playa y los beneficios que este tipo de economía acarreaba al país con la intención de promover el turismo nacional interior. También puede sumarse una comparación cultural entre los turistas extranjeros y la sociedad española de la época, así como entre la persona rural y la persona de ciudad.